# سفينبورغ
سفينبورغ (بالإنجليزية: Svendborg)‏ (تُنطق سفين بورغ)، هي مدينة من مدن الدنمارك تقع في جزيرة فين ضمن مقاطعة سفينبورغ. يبلغ عدد سكانها 26672 نسمة وذلك حسب إحصائيات سنة 2014. وهي ثاني أكبر مدينة في جزيرة فين،

## توأمة
لسفينبورغ اتفاقيات توأمة مع كل من:
- شترالزوند
- Jönköping Municipality [الإنجليزية]‏

## أعلام
- جوهانس يورغنسن
- كريستيان هولست
- غريث ماير
- كاي نيلسن
- توماس اوغوستينوسن